# 蓝花韭
蓝花韭（学名：Allium beesianum）为葱科葱属的植物，是中国的特有植物。分布在中国大陆的云南、四川等地，生长于海拔3,000米至4,200米的地区，一般生长在山坡和草地，目前已由人工引种栽培。